# (19817) Larashelton
(19817) Larashelton (2000 SK145) – planetoida z pasa głównego asteroid okrążająca Słońce w ciągu 4,25 lat w średniej odległości 2,62 j.a. Odkryta 24 września 2000 roku.